# 長野県道406号入山小市線
長野県道406号入山小市線（ながのけんどう406ごう いりやまこいちせん）は、長野県長野市を走る一般県道。

## 概要

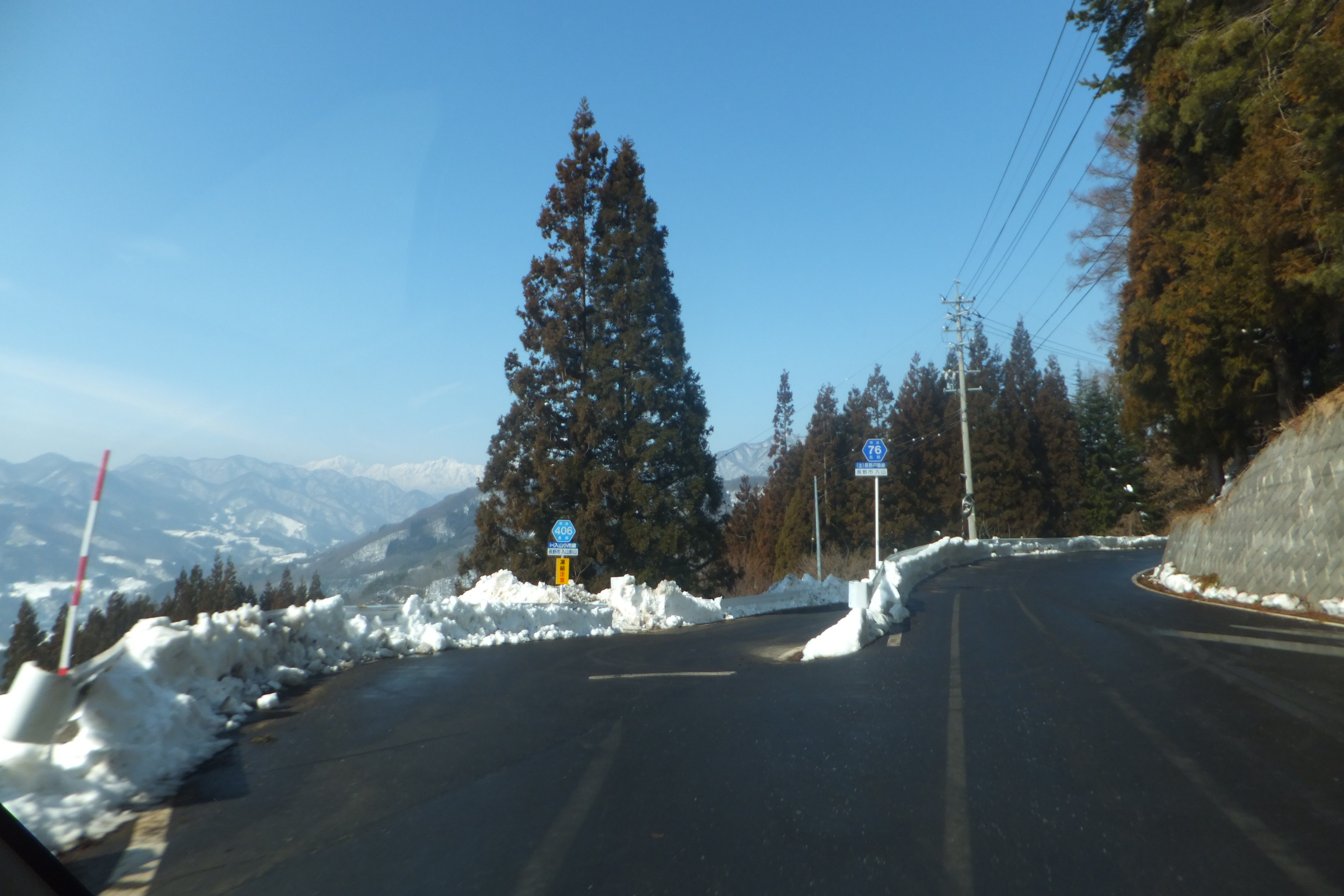
長野県道76号長野戸隠線との交点
長野市入山で撮影

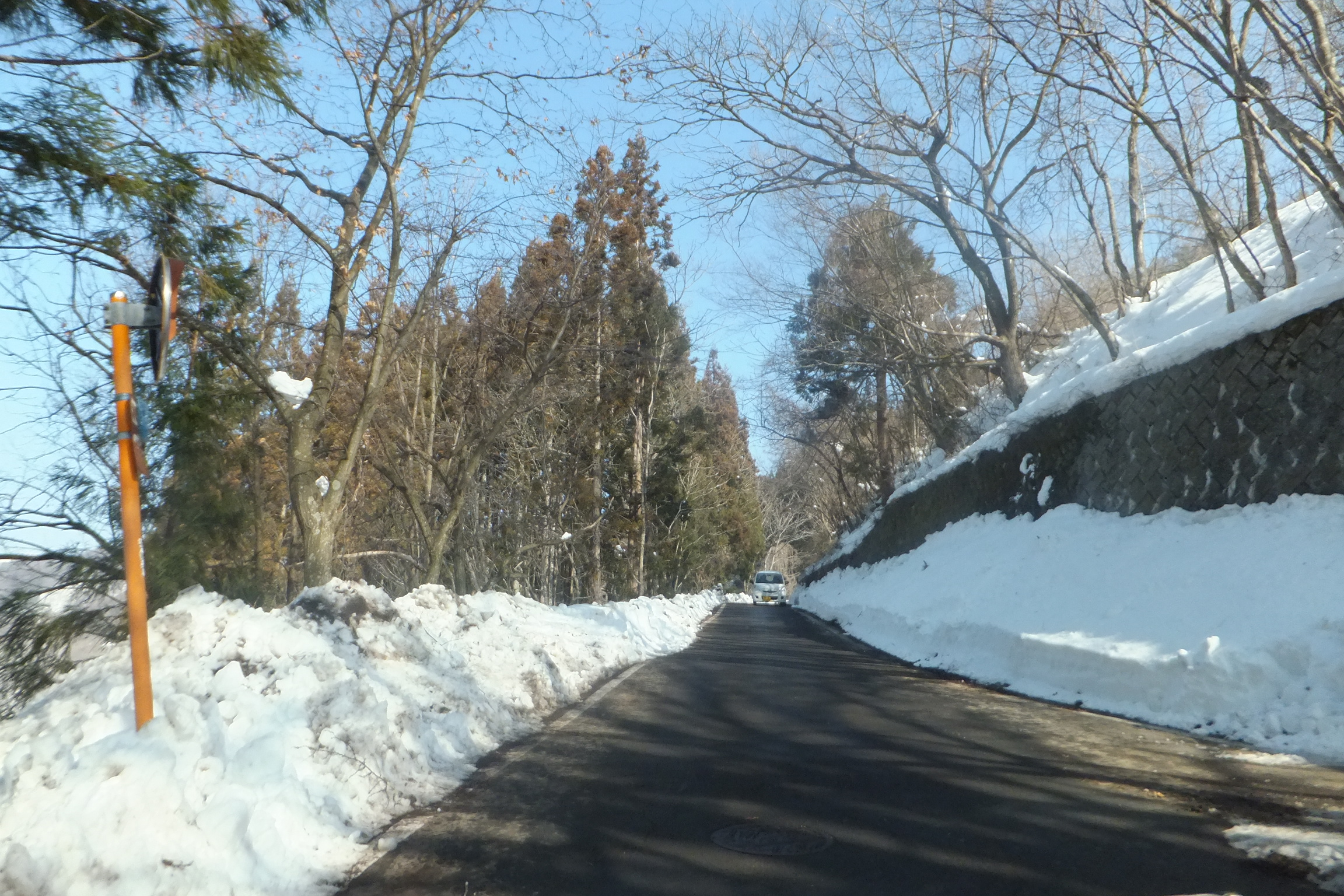
長野市入山の南犬飼地区の集落を結ぶ道
長野市入山で撮影

### 路線データ
- 起点：長野市入山（長野県道76号長野戸隠線交点）
- 終点：長野市安茂里小市三丁目（小市西交差点＝国道19号交点）

## 重複区間
- 国道406号（長野市入山・長野市小鍋間）
- 長野県道401号小川長野線（長野市山田中）

## 通過する自治体
- 長野市

## 交差・接続する道路
- （長野市入山影山付近＝起点）
  - 長野県道76号長野戸隠線
- （長野市入山付近） - （長野市小鍋付近）
  - 国道406号（※重複区間）
- （長野市山田中付近）
  - 長野県道401号小川長野線（※重複区間）
- 小市西交差点（長野市安茂里小市三丁目＝終点）
  - 国道19号

## 周辺
- 裾花川
- 長野市役所 小田切支所
- 巡礼桜（塩生のエドヒガン、長野市指定天然記念物）

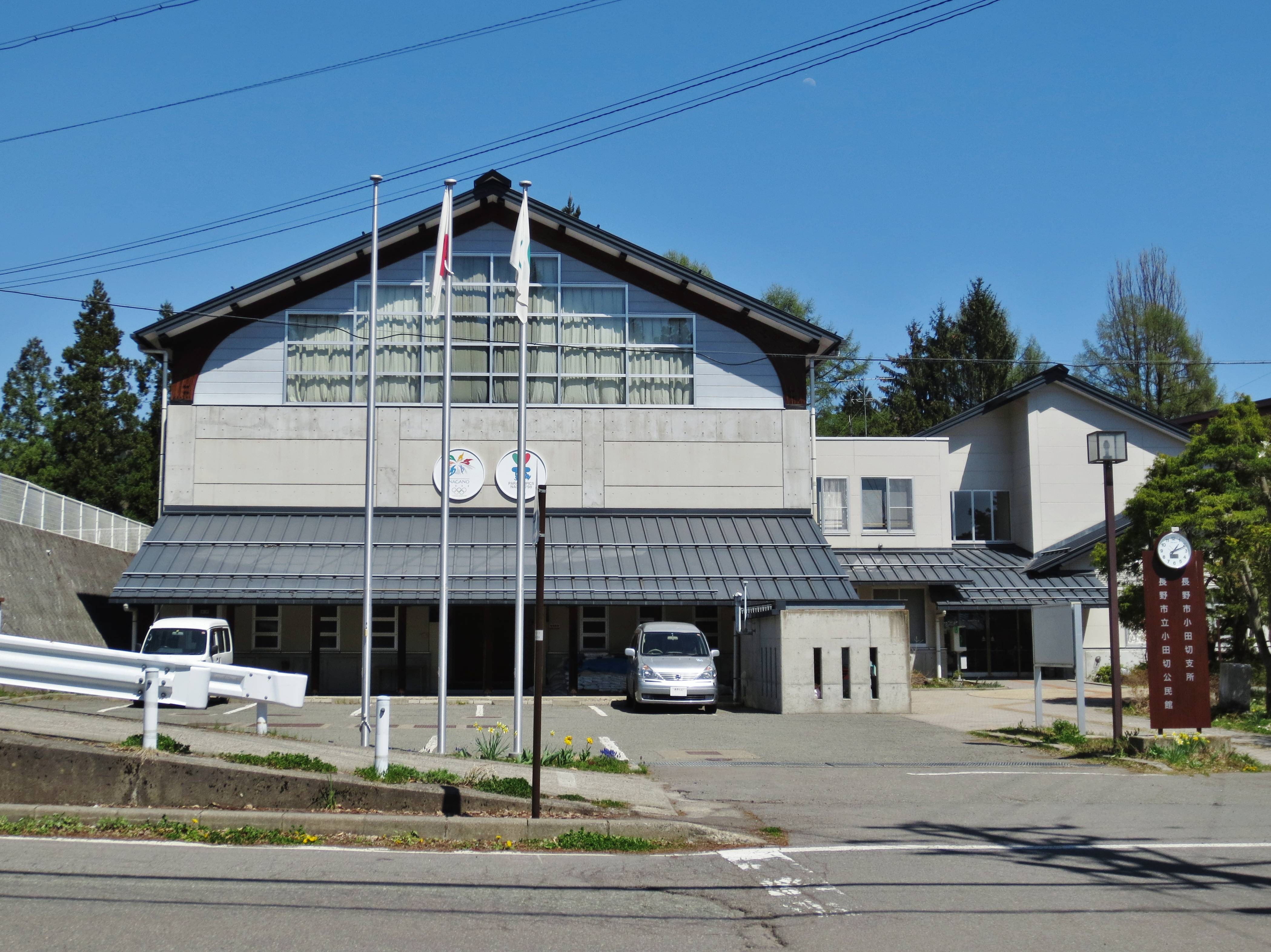
小田切支所
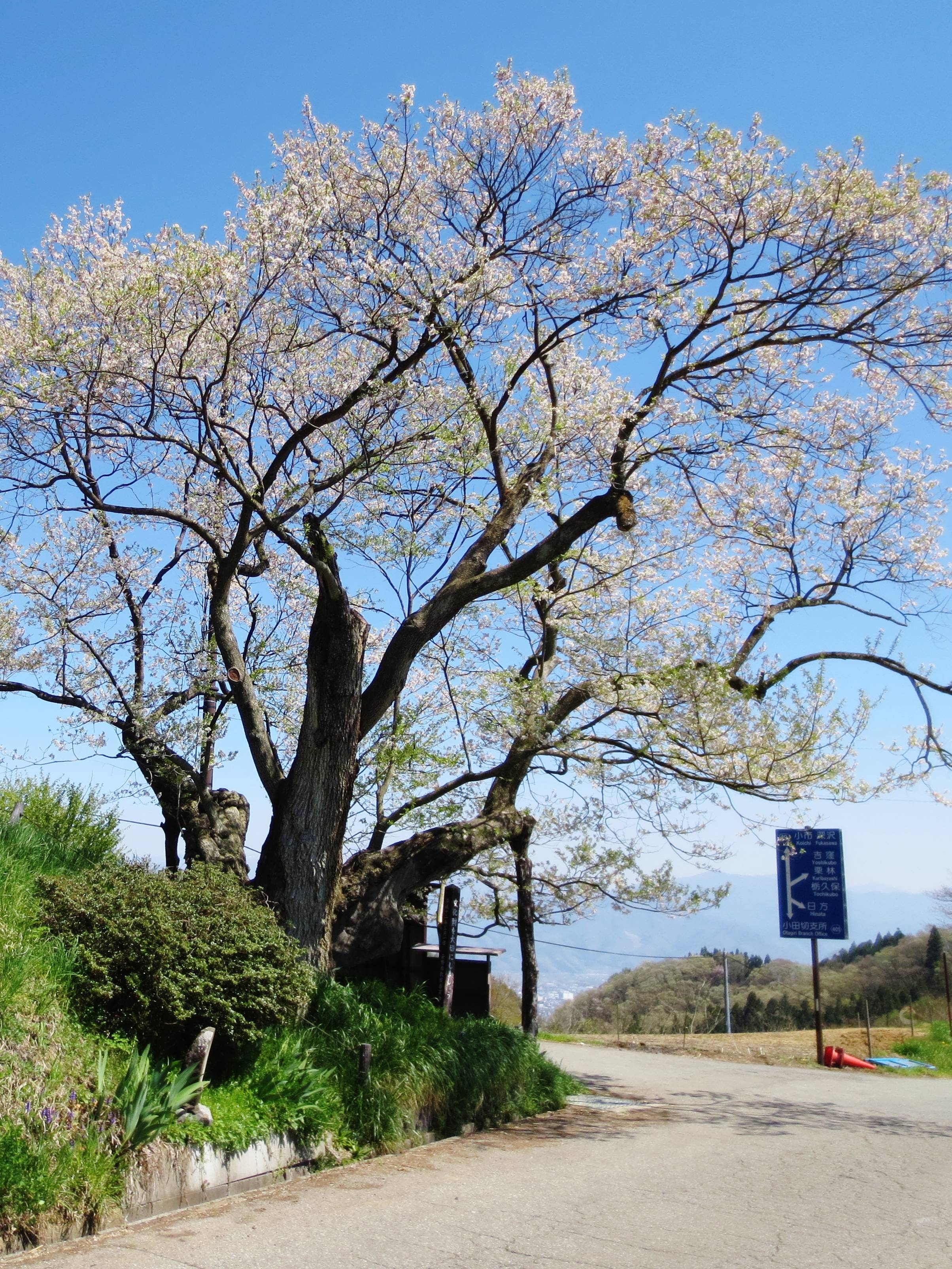
巡礼桜